# Deutschordensballei Sachsen

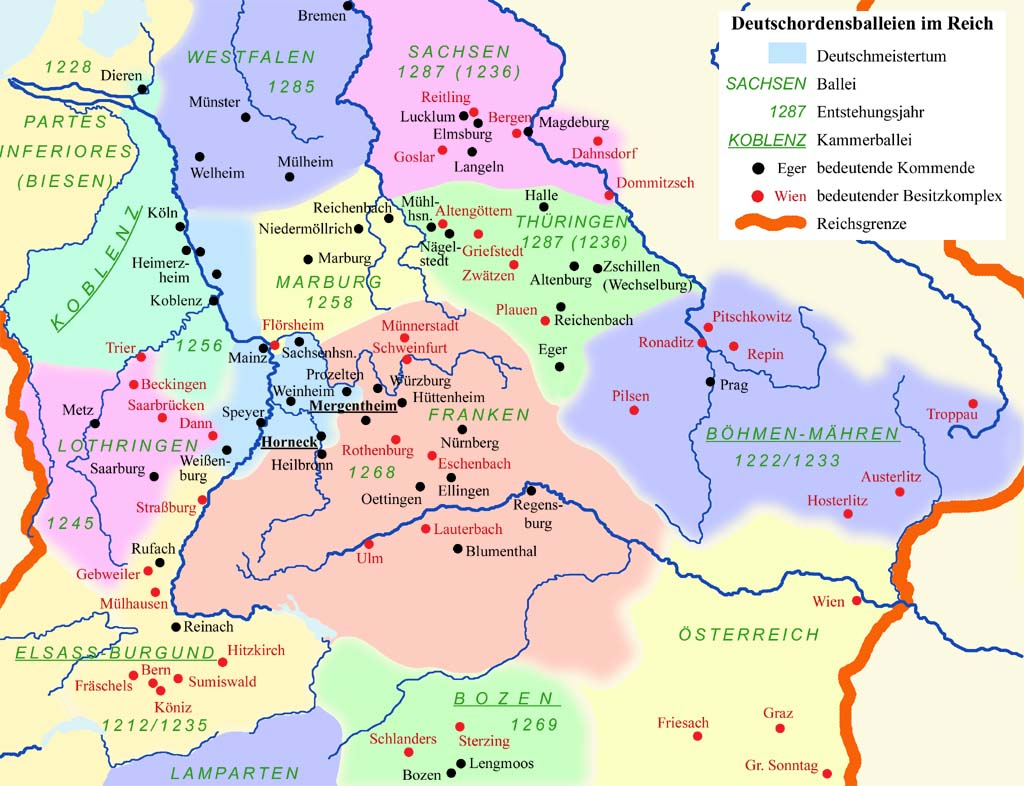
Die Ordensballeien im Reich

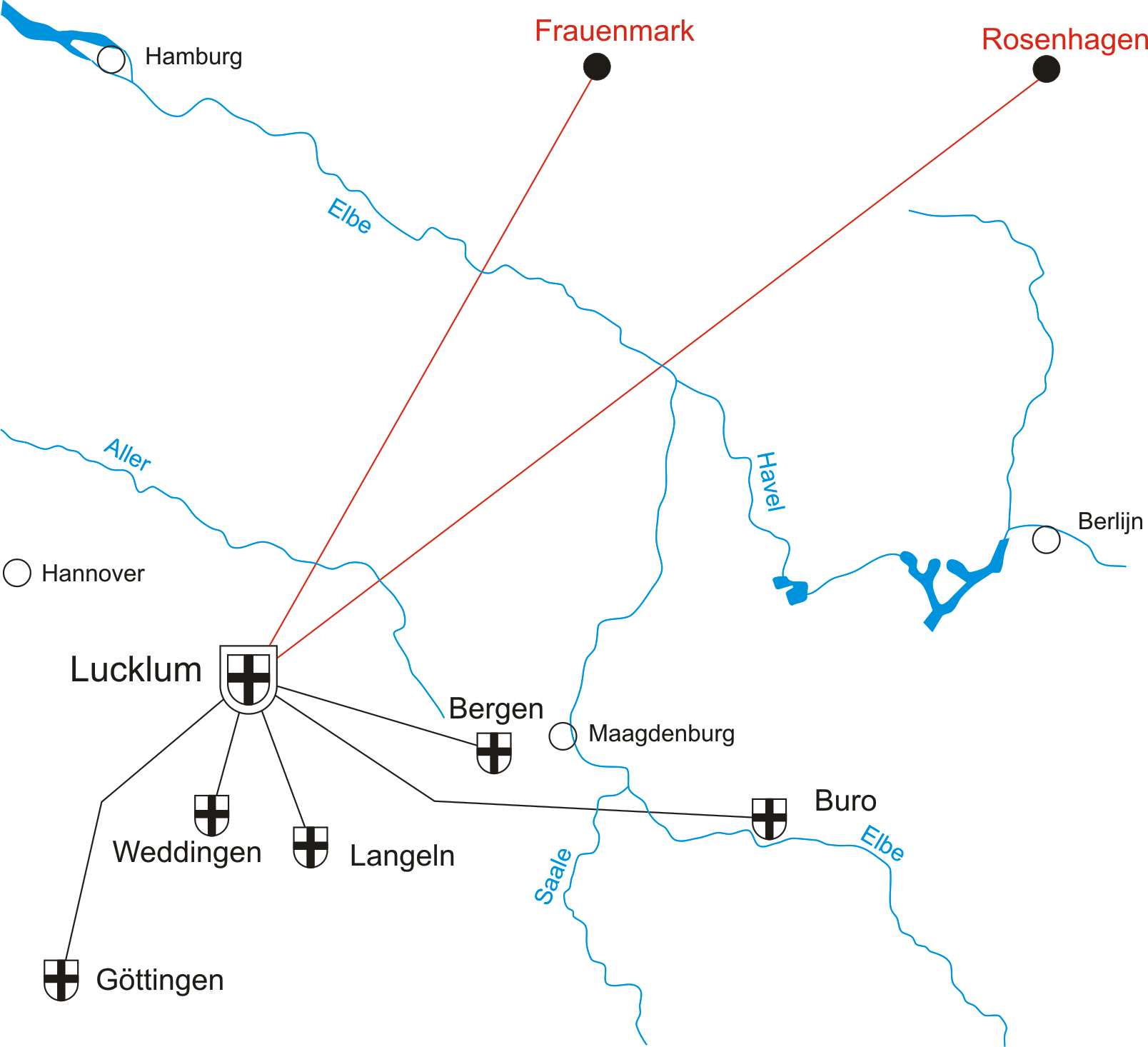
Kommenden und Herrschaften der Ballei Sachsen (1788)

Die Deutschordensballei Sachsen war eine Ballei (mittellateinisch ballivus = Aufseher), d. h. eine Ordensprovinz im Reichsgebiet, des Deutschen Ritterordens. 

## Geschichte
Die Ballei Sachsen findet ihre erste Erwähnung im Jahr 1214 und wurde später von einem Landkomtur mit Sitz auf der Deutschordenskommende Lucklum im heutigen Landkreis Wolfenbüttel (Niedersachsen) verwaltet. Sie war einer der zwölf Unterbezirke des Deutschen Ritterordens. Die Ballei umfasste Nieder- und Obersachsen, damals das Gebiet zwischen Weser und Elbe. Die Ballei war zentraler Verwaltungssitz der Kommenden:
| - Aken - Bergen - Braunschweig - Bremen | - Buro - Dahnsdorf - Dommitzsch - Elmsburg | - Frauenmark - Goslar - Göttingen - Krankow | - Langeln - Magdeburg - Reitling - Weddingen |

Bereits in der Mitte des 14. Jahrhunderts zu den großen Grundbesitzern des heutigen Mitteldeutschlands gehörend, war ihre Entwicklung zu diesem Zeitpunkt weitgehend abgeschlossen. In der Reformation wurde Sachsen zu einer protestantisch-lutherischen Ballei und wurde im Jahr 1809 durch die Säkularisation aufgelöst.

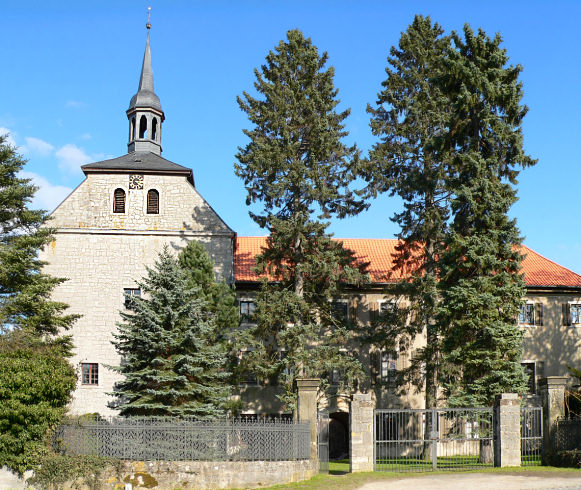
Die Ordenskirche und das Herrenhaus in Lucklum
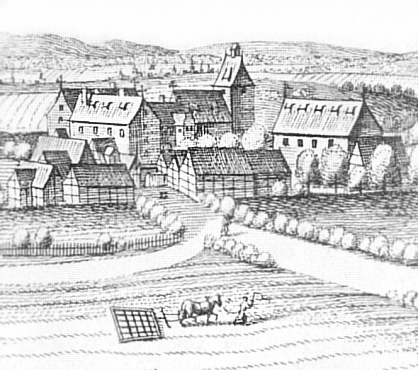
Kommende Lucklum um 1654, Stich von Matthäus Merian

## Landkomture
Die Ballei Sachsen wurde von folgenden Landkomturen der Kommende Lucklum geleitet:

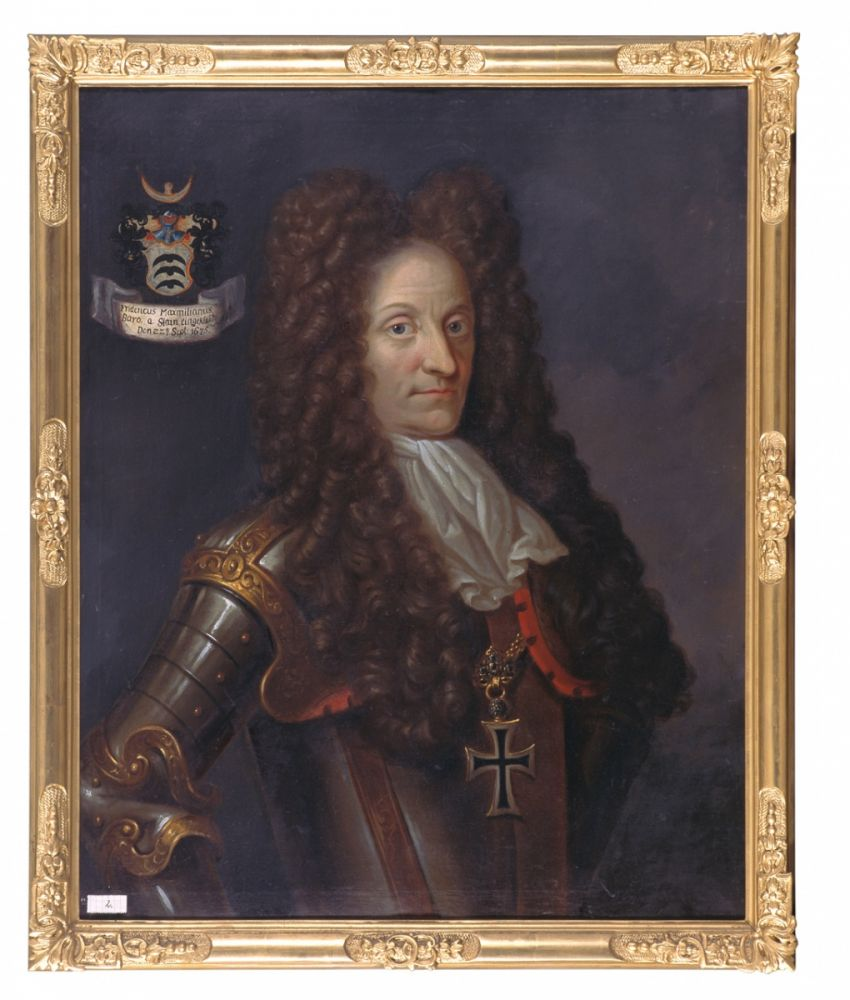
Friedrich Maximilian vom Stain
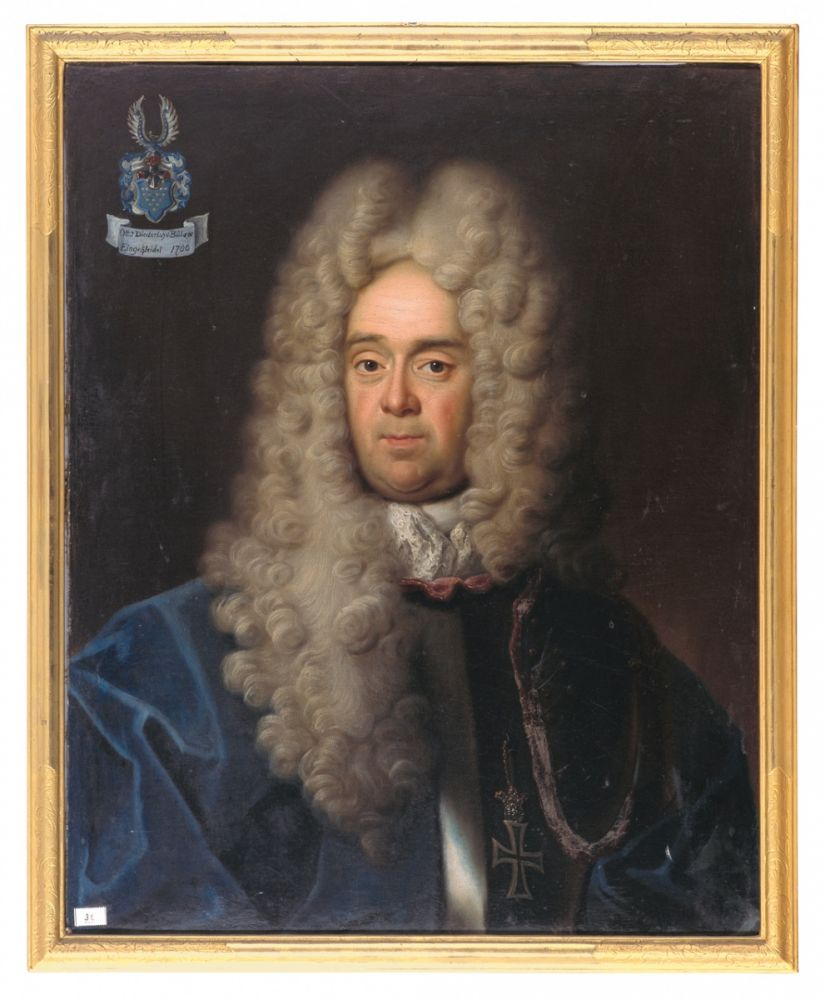
Otto Diedrich von Bülow
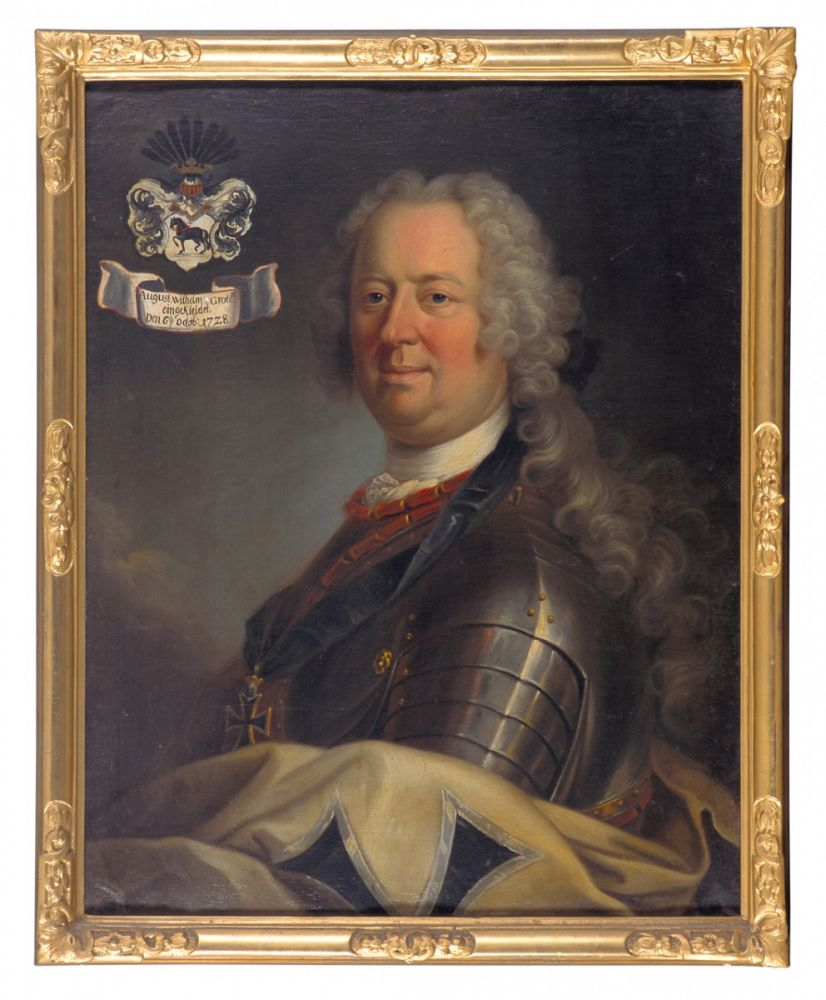
August Wilhelm von Grote
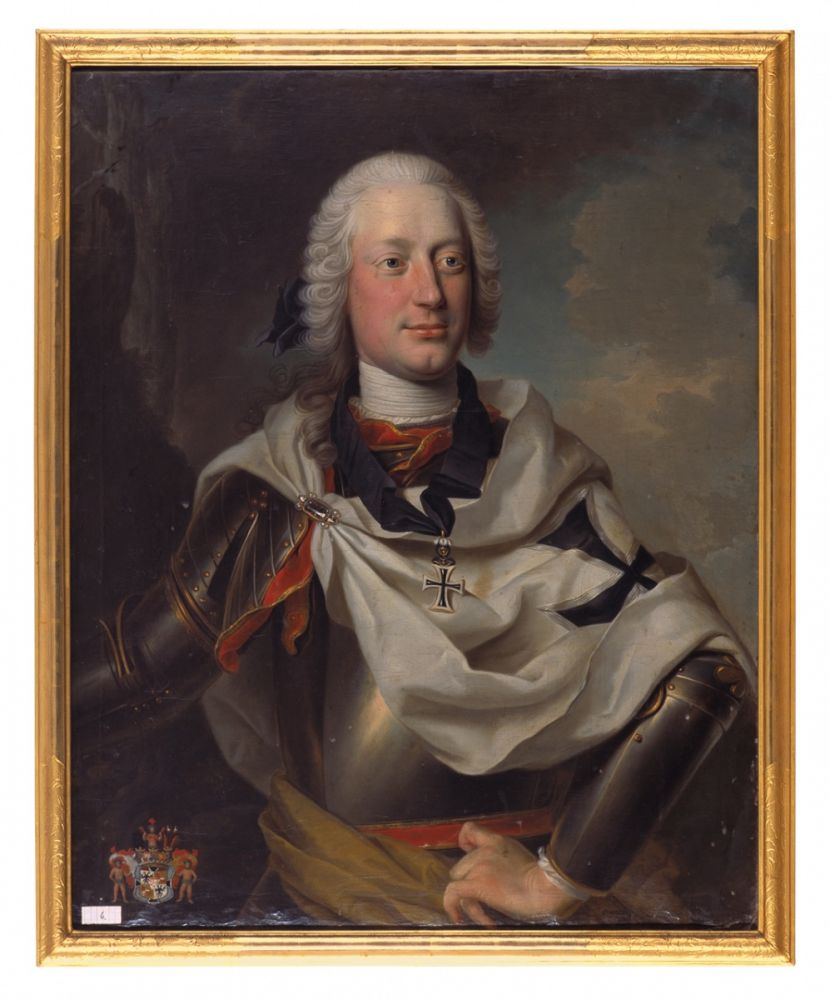
Daniel Chr. Georg von der Schulenburg